# Campionato sovietico di rugby a 15
Il campionato di rugby dell'URSS (in russo Чемпионат СССР по регби?, Čempionat SSSR po regbi) si disputò dal 1936 al 1991, ossia sino alla dissoluzione dell'Unione Sovietica.
Dopo la Seconda guerra mondiale il rugby era stato a lungo osteggiato, sino ad essere bandito nel 1949, in quanto ritenuto un mezzo di diffusione del cosmopolitismo. Solo dopo la morte di Stalin, verso la fine degli anni cinquanta, si riprese a giocare a rugby. Nel 1966 rinacque il campionato e nel 1969 la federazione dell'Unione Sovietica.

## Albo d'oro
| Anno | Prima           | Seconda                | Terza                  |
| ---- | --------------- | ---------------------- | ---------------------- |
| 1936 | Dinamo Mosca    | VTsIK School (Mosca)   | Technical (Gorkij)     |
| 1938 | Dinamo Mosca    | Spartak (Mosca)        | Lokomotiv Mosca        |
| 1939 | Dinamo Mosca    | Spartak                | Burevestnik Mosca      |
| 1966 | MGTU            | Dinamo Tbilisi         | Dinamo Mosca           |
| 1968 | MGTU            | Dinamo Mosca           | Lok’omot’ivi Tbilisi   |
| 1969 | VVA-Podmoskov'e | Fili (Mosca)           | MAI (Mosca)            |
| 1970 | Fili            | MAI                    | VVA-Podmoskov'e        |
| 1971 | VVA-Podmoskov'e | MAI                    | Burevestnik Leningrado |
| 1972 | Fili            | VVA-Podmoskov'e        | Lok’omot’ivi Tbilisi   |
| 1973 | Fili            | Burevestnik Leningrado | VVA-Podmoskov'e        |
| 1974 | Fili            | KIIGA (Kiev)           | VVA-Podmoskov'e        |
| 1975 | Fili            | KIIGA                  | Lokomotiv Mosca        |
| 1976 | VVA-Podmoskov'e | Slava Mosca            | KIIGA                  |
| 1977 | VVA-Podmoskov'e | Slava Mosca            | Fili                   |
| 1978 | Aviator Kiev    | Fili                   | Lok’omot’ivi Tbilisi   |
| 1979 | Slava Mosca     | Fili                   | VVA-Podmoskov'e        |
| 1980 | VVA-Podmoskov'e | Lokomotiv Mosca        | Slava Mosca            |
| 1981 | VVA-Podmoskov'e | Aviator Kiev           | Lok’omot’ivi Tbilisi   |
| 1982 | Slava Mosca     | VVA-Podmoskov'e        | Aviator Kiev           |
| 1983 | Lokomotiv Mosca | Fili                   | Slava Mosca            |
| 1984 | VVA-Podmoskov'e | AIA Kutaisi            | Aviator Kiev           |
| 1985 | VVA-Podmoskov'e | Slava Mosca            | AIA Kutaisi            |
| 1986 | VVA-Podmoskov'e | Slava Mosca            | Fili                   |
| 1987 | AIA Kutaisi     | VVA-Podmoskov'e        | Aviator Kiev           |
| 1988 | AIA Kutaisi     | Krasnyj Jar            | SKA (Alma-Ata)         |
| 1989 | AIA Kutaisi     | VVA-Podmoskov'e        | Krasnyj Jar            |
| 1990 | Krasnyj Jar     | VVA-Podmoskov'e        | Aviator Kiev           |
| 1991 | Krasnyj Jar     | SKA                    | VVA-Podmoskov'e        |